# Amsterdam Music Festival
Pour les articles homonymes, voir AMF.
L'Amsterdam Music Festival, également connu sous l'acronyme AMF, est un événement de musique électronique créé en 2013 et ayant lieu à Amsterdam au mois d'octobre. Celui-ci se déroule en parallèle de l'Amsterdam Dance Event (ADE) dans différentes salles de la capitale. Au départ intégré à l'ADE, le festival devient par la suite autonome. Il est organisé par ID&T (organisateur entre autres de Tomorrowland) et d'Alda Events, deux entreprises appartenant un temps au groupe SFX Entertainment. En 2015, ce festival, regroupant 70 000 personnes, est programmé sur une durée de deux jours à l'Amsterdam ArenA le plus grand stade du pays, puis cinq l'année suivante dans différents lieux, clôturant l'ADE.